# Vipera magnifica
Espèce
Statut de conservation UICN

 EN B1ab(i,ii,iii,v); C2a(i) : En danger
Vipera magnifica est une espèce de serpents de la famille des Viperidae. 

## Répartition
Cette espèce est endémique de la partie caucasienne de la Russie.

## Description
C'est un serpent venimeux.

## Publication originale
- Tuniyev & Ostrovskikh, 2001 : Two new species of vipers of "kaznakovi" complex (Ophidia, Viperidae) from western Caucasus'. Russian Journal of Herpetology, vol. 8, n. 2, p. 117-126.